# Busseola segeta
Busseola segeta là một loài bướm đêm trong họ Noctuidae.